# جاي س. نيكولز
جاي س. نيكولز (بالإنجليزية: Jesse Clyde Nichols)‏ هو مطور عقاري ‏ أمريكي، ولد في 23 أغسطس 1880 في أولاث في الولايات المتحدة، وتوفي في 16 فبراير 1950.